# Trichocolletes nigroclypeatus
Trichocolletes nigroclypeatus är en biart som beskrevs av Rayment 1929. Trichocolletes nigroclypeatus ingår i släktet Trichocolletes och familjen korttungebin. Inga underarter finns listade i Catalogue of Life.

## Bildgalleri

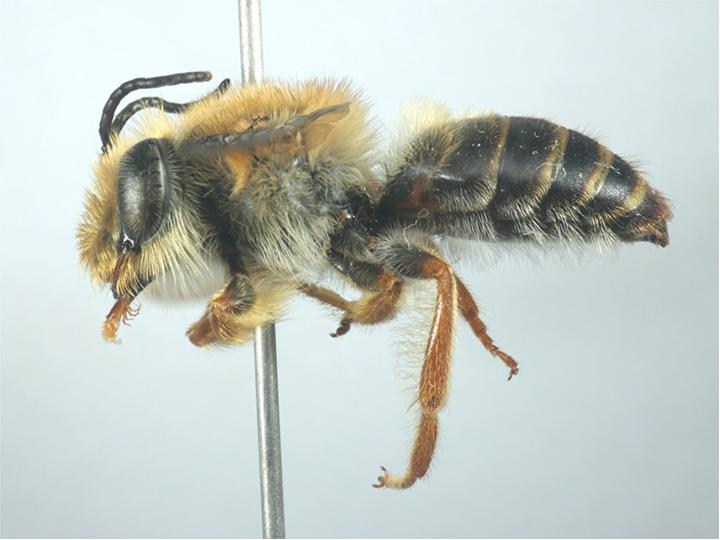